# Chrysaora lactea
Chrysaora lactea är en manetart som beskrevs av Johann Friedrich von Eschscholtz 1829. Chrysaora lactea ingår i släktet Chrysaora och familjen Pelagiidae. Inga underarter finns listade i Catalogue of Life.